# Ронаель П'єр-Габріель
Ронаель П'єр-Габріель (фр. Ronaël Pierre-Gabriel, нар. 13 червня 1998, Париж) — французький футболіст мартинікського походження, захисник хорватського клубу «Динамо» (Загреб). Виступав також за клуби «Сент-Етьєн», «Монако», «Нант» та молодіжну збірну Франції.

## Клубна кар'єра
Народився 13 червня 1998 року в місті Париж. Розпочав займатись футболом у кількох місцевих невеликих клубах, а 2014 року приєднався до академії «Сент-Етьєна». 29 листопада 2015 року П'єр-Габріель дебютував за основну команду в матчі Ліги 1 з «Генгамом», вийшовши у стартовому складі «на позиції правого захисника і став п'ятим за віком футболістом в історії клубу, який дебютував у вищому дивізіоні. Загалом за три сезони він провів 39 ігор за рідний клуб в усіх турнірах.
У липні 2018 року П'єр-Габріель за 6 млн. євро перейшов у «Монако», у складі якого провів наступний рік своєї кар'єри гравця, але основним гравцем не був, зігравши лише 4 гри, тому 13 червня 2019 року він перейшов до клубу Бундесліги «Майнц 05», підписавши п'ятирічний контракт. Втім, у цій команді француз також не мав достатньо ігрової практики, зігравши за рік лише 8 ігор, тому надалі грав на правах оренди за «Брест», «Страсбур» та «Еспаньйол».
1 серпня 2023 року на правах вільного агента перейшов у «Нант». 13 серпня він дебютував за «канарок» у першому турі чемпіонату проти «Тулузи» (1:2) і одразу став гравцем стартового складу в першій частині сезону під керівництвом П'єра Арістуї, але після заміни тренера на Жослена Гурвеннека Ронаель втратив місце в основі. Саме з цієї причини 7 лютого 2024 року його було продано у «Динамо» (Загреб). Того ж року він виграв з командою «золотий дубль». Станом на 7 липня 2025 року відіграв за «динамівців» 35 матчів в національному чемпіонаті.

## Виступи за збірні
2016 року дебютував у складі юнацької збірної Франції (U-18), загалом на юнацькому рівні взяв участь у 4 іграх.
2017 року залучався до складу молодіжної збірної Франції. На молодіжному рівні зіграв в одному офіційному матчі.

## Статистика виступів

### Статистика клубних виступів
Станом на 7 квітня 2024
| Сезон                  | Команда                | Чемпіонат              | Чемпіонат | Чемпіонат | Національний кубок | Національний кубок | Національний кубок | Континентальні кубки | Континентальні кубки | Континентальні кубки | Інші змагання | Інші змагання | Інші змагання | Усього | Усього |
| Сезон                  | Команда                | Ліга                   | Ігор      | Голів     | Ліга               | Ігор               | Голів              | Ліга                 | Ігор                 | Голів                | Ліга          | Ігор          | Голів         | Ігор   | Голів  |
| ---------------------- | ---------------------- | ---------------------- | --------- | --------- | ------------------ | ------------------ | ------------------ | -------------------- | -------------------- | -------------------- | ------------- | ------------- | ------------- | ------ | ------ |
| 2015–16                | «Сент-Етьєн»           | Л1                     | 5         | 0         | КФ+КЛ              | 2+1                | 0                  | -                    | -                    | -                    | -             | -             | -             | 8      | 0      |
| 2016–17                | «Сент-Етьєн»           | Л1                     | 14        | 0         | КФ+КЛ              | 0                  | 0                  | ЛЄ                   | 0                    | 0                    | -             | -             | -             | 14     | 0      |
| 2017–18                | «Сент-Етьєн»           | Л1                     | 16        | 0         | КФ+КЛ              | 1+0                | 0                  | -                    | -                    | -                    | -             | -             | -             | 17     | 0      |
| Усього за «Сент-Етьєн» | Усього за «Сент-Етьєн» | Усього за «Сент-Етьєн» | 35        | 0         |                    | 4                  | 0                  |                      | 0                    | 0                    |               | -             | -             | 39     | 0      |
| 2018–19                | «Монако»               | Л1                     | 4         | 0         | КФ+КЛ              | 0                  | 0                  | ЛЧ                   | 0                    | 0                    | СФ            | 0             | 0             | 4      | 0      |
| 2019–20                | «Майнц 05»             | БЛ                     | 8         | 0         | КН                 | 0                  | 0                  | -                    | -                    | -                    | -             | -             | -             | 8      | 0      |
| 2020–21                | «Брест»                | Л1                     | 29        | 1         | КФ                 | 2                  | 0                  | -                    | -                    | -                    | -             | -             | -             | 31     | 1      |
| 2021–22                | «Брест»                | Л1                     | 30        | 0         | КФ                 | 1                  | 0                  | -                    | -                    | -                    | -             | -             | -             | 31     | 0      |
| Усього за «Брест»      | Усього за «Брест»      | Усього за «Брест»      | 59        | 1         |                    | 3                  | 0                  |                      | 0                    | 0                    |               | 0             | 0             | 62     | 1      |
| 2022-січ. 2023         | «Страсбур»             | Л1                     | 14        | 0         | КФ                 | 1                  | 0                  | -                    | -                    | -                    | -             | -             | -             | 15     | 0      |
| січ. 2023-черв. 2023   | «Еспаньйол»            | ПД                     | 8         | 1         | КІ                 | 0                  | 0                  | -                    | -                    | -                    | -             | -             | -             | 8      | 1      |
| 2023-лют. 2024         | «Нант»                 | Л1                     | 12        | 0         | КФ                 | 0                  | 0                  | -                    | -                    | -                    | -             | -             | -             | 12     | 0      |
| лют.-черв. 2024        | «Динамо» (Загреб)      | 1Л                     | 6         | 0         | КХ                 | 2                  | 0                  | ЛЧ+ЛЄ+ЛК             | 0+0+0                | 0+0+0                | СХ            | -             | -             | 8      | 0      |
| Усього за кар'єру      | Усього за кар'єру      | Усього за кар'єру      | 146       | 2         |                    | 10                 | 0                  |                      | 0                    | 0                    |               | 0             | 0             | 156    | 2      |

## Титули і досягнення
- Чемпіон Хорватії (1):

«Динамо» (Загреб): 2023/24
- Володар Кубка Хорватії (1):

«Динамо» (Загреб): 2023/24